# Port lotniczy As Ejla
Port lotniczy As Ejla (ang. As Eyla Airport) – jedno z lotnisk w Dżibuti. Znajduje się w miejscowości As Ejla.